# Clarence Chamberlin
Clarence Duncan Chamberlin (Denison (Iowa), 11 de novembro de 1893 — Derby (Connecticut), 31 de outubro de 1976) foi um pioneiro da aviação dos Estados Unidos. Foi o segundo piloto a atravessar o Atlântico Norte (voo transatlântico) entre Estados Unidos e França, pouco depois do voo pioneiro de Charles Lindbergh, e o primeiro a transportar um passageiro.

## Alguns recordes de Clarence Chamberlin
- 14 de abril de 1927 - Voo de resistência (51 horas, 11 minutos, 25 segundos)
- 4 a 6 de junho de 1927 - Primeiro voo trasatlântico com passageiro (passageiro foi Charles A. Levine) e voo mais longo (3905 milhas)
- Verão de 1927 - Primeiro voo de navio para a costa (partiu do SS Leviathan)